# Niviventer andersoni
Niviventer andersoni är en däggdjursart som först beskrevs av Thomas 1911.  Niviventer andersoni ingår i släktet Niviventer och familjen råttdjur. IUCN kategoriserar arten globalt som livskraftig. Inga underarter finns listade i Catalogue of Life.
Arten blir 15,0 till 19,8 cm lång (huvud och bål) och har en 19,4 till 26,9 cm lång svans. Bakfötterna är 3,1 till 4,0 cm långa och öronen är 2,2 till 2,8 cm stora. Den mjuka och långa pälsen på ovansidan har en gråbrun färg med svart skugga på ryggens topp och ockra skugga på bålens sidor. Det finns en tydlig gräns mot den krämfärgade undersidan. Även i ansiktet förekommer en svart skugga. Svansen är nära bålen brun och den sista tredje delen är vit. Niviventer andersoni har en tofs vid svansens slut.
Arten förekommer i södra Kina i provinserna Yunnan och Sichuan. En avskild population finns i Shaanxi. Gnagaren lever i bergstrakter mellan 2000 och 3000 meter över havet. Habitatet utgörs av bergsskogar.